# Fédération tunisienne de natation
Pour les articles homonymes, voir FTN.
La Fédération tunisienne de natation ou FTN est une association tunisienne regroupant les clubs de natation sportive, de natation en eau libre, de natation synchronisée, de plongeon et de water-polo de Tunisie.
Elle organise les compétitions nationales et gère les équipes nationales.
Elle est membre d'Africa Aquatics et de World Aquatics.